# Parves
Parves is een voormalige gemeente in het Franse departement Ain in de regio Auvergne-Rhône-Alpes en telt 334 inwoners (2005). Op 1 januari 2016 fuseerde de gemeente met de gemeente Nattages tot Parves et Nattages. 

## Geografie
De oppervlakte bedraagt 5,5 km², de bevolkingsdichtheid is 60,7 inwoners per km².
De onderstaande kaart toont de ligging van Parves met de belangrijkste infrastructuur en aangrenzende gemeenten.

## Demografie
Onderstaande figuur toont het verloop van het inwoneraantal van Parves vanaf 1962.
Vanwege een beveiligingsprobleem met de MediaWiki Graph-software is het momenteel niet mogelijk deze grafiek weer te geven. Zodra de software is bijgewerkt zal de grafiek vanzelf weer zichtbaar worden.